# Флексографская печатная форма

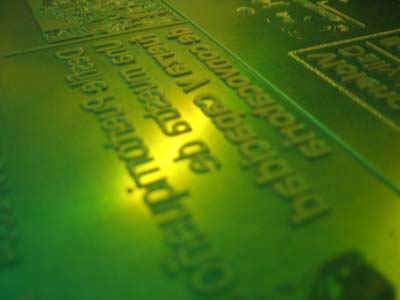
Флексографическая печатная форма

Флексографская (флексографическая) печатная форма - это клише для  высокой печати из резины или фотополимера, которая используется во флексографии для переноса изображения на запечатываемый материал. Преимущества применения флексоформ над другими видами клише высокой печати заключаются в совместимости с широким спектром водных, сольвентных, спиртовых, ультрафиолетовых типографских красок и возможности работы по спектру шероховатых и мягких материалов - упаковочных пленок, самоклеящихся бумаг, ламинированному картону и гофрокартону, обойной бумаге. 

## История развития
Флексопечать была открыта в конце 19 века. В то время формы изготавливали путём вдавливания резины в деревянные, стеклянные или магниевые пресс-формы с последующей вулканизацией клише.  По основному виду используемой краски, печать называлась анилиновой. С отказом от анилиновых красителей, печать гибкими клише стала называться флексографической. К середине 20-го века во флексографии стали использоваться резиновые формы, изготовленные методами прямого механического, а позднее и лазерного гравирования. К 70м годах появились первые фотополимерные печатные формы, и флексография поднялась на новый уровень возможностей технологии.  На текущий момент фотополимерные композиции практически вытеснили резину. Хотя резиновые формы по-прежнему используются при печати бесстыковых рисунков, например, для печати обоев. Еще одно достоинство резиновых форм – это стойкость к агрессивным растворителям и совместимость со всеми типами красок. Фотополимерные формы имеют меньшую химическую стойкость, чем резиновые, их основное достоинство – высокие репродукционно-графические свойства.

## Прямое гравирование резиновых форм
В настоящее время дискуссия по поводу конкурентоспособности прямого гравирования по резине продолжается. Одним из преимуществ прямого гравирования является одноступенчатость процесса изготовления формы по сравнению с многоступенчатым процессом получения фотополимерных форм. Серьёзными недостатками по-прежнему остаются снижение производительности при увеличении глубины рельефа, сложность при работе с высокими линиатурами и образование пыли, требующее серьёзных систем вытяжки и фильтрации.

## Изготовление фотополимерных печатных форм
Фотополимерные пластины по способу записи изображения можно разделить на цифровые и аналоговые. По способу обработки на вымывные и термальные. Основными характеристиками фотополимерной пластины является её толщина, твёрдость, формат и коммерческое название, которое определяет назначение пластины. Фотополимерные формы получают путём полимеризации полутвёрдой композиции на жесткой подложке из полиэфира или металла. Полимеризация происходит путём частичной засветки через негативную маску ультрафиолетом. Маска может быть как изготовлена на отдельной пластине, так и нанесена непосредственно на заготовку и выгравирована лазером. В последнем случае, лазерный способ изготовления маски, называется LAMS по англоязычной аббревиатуре метода . После экспонирования пластины, неотвердевшие части фотополимера растворяются сольвентом или водой, в зависимости от технологии, и вымываются на специальных машинах, после чего формы высушиваются и попадают на финишную обработку.

## Термальная технология
Альтернативой вымыванию пластины является её расплавление. Данная технология была представлена в 2000 году компанией Дюпон. При термальном способе форма разогревается до температуры плавления фотополимеризующейся композиции при этом участки изображения, которые не были заполимеризованы в УФ-излучении, начинают плавиться. Полученный расплав удаляется с помощью специального нетканого материала, который выступает в роли "промокашки", вытягивая расплав с формы. Такой "сухой" процесс изготовления позволяет избежать набухания формы и, соответственно, длительного процесса сушки. Отказ от использования органических растворителей в пользу термальной технологии улучшает экологические показатели производства.

## "Плоские" точки. Flat Top Dot
Особенность LAMS технологии нанесения изображения на форму приводит к формированию куполообразных растровых точек, что затрудняет их расчёт, в отличие от плоских точек. Значительно усложняется проектирование оттиска, от чего может страдать качество цветопередачи. С 2008 года развитие технологий изготовления форм идёт в том числе и по пути получения плоских вершин растровых точек, чтобы облегчить достижение нужного качества оттисков. Достигнуть этого можно, например, экспонированием пластин в азотной среде, ламинированием негативной маски к фотополимеру, ламинирование прозрачной плёнки к поверхности масочного слоя пластины, использование мощного светодиодного излучения для ускорения реакции полимеризации, добавление новых промежуточных слоев в пластине.